# منتخب أوكرانيا لكرة اليد للسيدات
منتخب أوكرانيا لكرة اليد للسيدات هو الممثل الرسمي لأوكرانيا في رياضة كرة اليد. شارك في بطولة العالم لكرة اليد للسيدات 7 مرات وكانت المشاركة الأولى في سنة 1995، كان أفضل مركز له فيها هو الرابع. شارك في كرة اليد في الألعاب الأولمبية الصيفية مرة واحدة وكانت تلك المشاركة في سنة 2004. شارك في بطولة أوروبا لكرة اليد للسيدات 11 مرة وكانت المشاركة الأولى في سنة 1994، كان أفضل مركز له فيها هو الثاني.